# Черри, Тревор
Тревор Черри (англ. Trevor Cherry; 23 февраля 1948, Хаддерсфилд — 29 апреля 2020, Лидс) — английский футболист и футбольный тренер.

## Клубная карьера
Воспитанник футбольной школы клуба «Хаддерсфилд Таун». Профессиональную футбольную карьеру начал в 1965 году в основной команде того же клуба, в которой провёл семь сезонов, приняв участие в 188 матчах чемпионата. В сезоне 1969/70 помог команде занять первое место во втором дивизионе и выйти в «элиту», где и дебютировал в следующем сезоне. В сезоне 1971/72 клуб занял последнее место в Первом дивизионе и вынужден был снизиться в классе, а Черри покинул клуб.
Своей игрой за эту команду привлёк внимание представителей тренерского штаба «Лидс Юнайтед», к составу которого присоединился летом 1972 года. Сыграл за команду из Лидса десять с половиной сезонов. Большую часть времени, проведённого в составе «Лидс Юнайтед», был основным игроком защиты команды, помог в сезоне 1973/74 клубу стать чемпионом Англии, а также дважды дойти до финалов еврокубков: в 1973 года — Кубка обладателей Кубков, а в 1975 — Кубка европейских чемпионов.
Завершил профессиональную игровую карьеру в клубе «Брэдфорд Сити», выступавшем в третьем дивизионе, в котором с 1982 по 1985 года был играющим тренером.

## Карьера за сборную
В 1977 году привлекался в состав молодёжной сборной Англии, за которую провёл 1 официальный матч.
24 марта 1976 года дебютировал за национальную сборную Англии в матче в честь столетия Футбольной ассоциации Уэльса против сборной Уэльса.
В составе сборной был участником чемпионата Европы 1980 года в Италии, на котором сыграл лишь в одном матче — против Испании, который англичане выиграли, но не смогли выйти из группы. После этого матча в состав сборной больше не вызывался.
В течение карьеры в национальной команде, которая длилась 5 лет, провёл в форме главной команды страны 27 матчей.

## Карьера тренера
Начал тренерскую карьеру в 1982 году, став играющим тренером «Брэдфорд Сити», с которым в сезоне 1984/85 выиграл Третий дивизион и повысился в классе. Со следующего сезона перестал выходить на поле, став полноценным менеджером команды. 5 января 1987, после ничьи 0:0 с «Бирмингем Сити», клуб опустился в зону вылета, и в конце того месяца Черри был освобожден от должности. После этого Тревор отказался от дальнейшей работы менеджера.

## Достижения

### Как игрок
Хаддерсфилд Таун
- Победитель Второго дивизиона: 1969/70

Лидс Юнайтед
- Победитель Первого дивизиона: 1973/74
- Финалист Кубка Англии: 1973
- Финалист Суперкубка Англии: 1974
- Финалист Кубка обладателей кубков: 1973
- Финалист Кубка европейских чемпионов: 1975

### Как тренер
Брэдфорд Сити
- Чемпион Третьего дивизиона: 1984/85